# Dārwhā
Dārwhā är en ort i Indien.   Den ligger i distriktet Yavatmal och delstaten Maharashtra, i den centrala delen av landet, 900 km söder om huvudstaden New Delhi. Dārwhā ligger 337 meter över havet och antalet invånare är 23 062.
Terrängen runt Dārwhā är platt, och sluttar österut. Runt Dārwhā är det tätbefolkat, med 266 invånare per kvadratkilometer. Det finns inga andra samhällen i närheten. Trakten runt Dārwhā består till största delen av jordbruksmark.